# برتانیه، اندر
برتانیا، اندر (به فرانسوی: Bretagne) یک کمون در فرانسه است که در اندر واقع شده‌است. برتانیا ۱۸٫۳۶ کیلومتر مربع مساحت و ۱۳۳ نفر جمعیت دارد و ۱۴۸ متر بالاتر از سطح دریا واقع شده‌است.